# Prangos calligonoides
Prangos calligonoides är en flockblommig växtart som beskrevs av Karl Heinz Rechinger. Prangos calligonoides ingår i släktet Prangos och familjen flockblommiga växter. Inga underarter finns listade i Catalogue of Life.